# Мемориал на ветераните от Виетнам
Мемориал на ветераните от Виетнам (на английски: Vietnam Veterans Memorial) е национален мемориал на Съединените американски щати, разположен във Вашингтон и посветен на американските военнослужещи, загинали или изчезнали без вест в хода на войната във Виетнам.
Състои се от 3 части – стената на мемориала, скулптурата на 3-та войници и мемориал на жените, участвали във войната.

## История
Идеята за мемориала е на Иян Скръгс, участник във войната от 199-а пехотна бригада. През март 1979 година той гледа филма „Ловецът на елени“, който му напомня за страданията и смъртта на много от неговоте другари по време на войната. Същата нощ той решава да построи паметник с имената на всички загинали или изчезнали в този период от историята на САЩ. През април 1979 година е създаден Фонд за мемориала на ветераните от Виетнам, който започва да набира средства за построяването. Всичките 8,4 милиона долара са събрани от частни компании или граждани, правителството не участва в набирането на средства. На 1 юли 1980 година Конгресът на САЩ решава да отдели територия за строежа. От октомври 1980 до май 1981 г. се провежда конкурс за най-добър архитектурен проект, в който участват 1421 предложения. Комисията избира този на 21-годишната студентка от китайски произход от Йейлския университет Мая Лин.
Основната част на мемориала е завършена през 1982 г. Окончателно е завършен през ноември 1984 година. Основната част са две стени, често наричани просто Стената, изработени от черен гранит под ъгъл 125° 12′ с обща дължина 75 метра. На него са гравирани 58 159 имена, площта му е 8100 m² и се посещава средно от 3 – 4 милиона души годишно.

## Статуя на тримата войници
Статуята на тримата войници (The Three Soldiers или The Three Servicemen) е създадена вследствие на противоречия, които възникват около първоначалния дизайн на Мая Лин. Това е бронзова статуя, състояща се от 3 войници в бойно снаряжение, типично за виетнамската война – бял, чернокож и латиноамериканец. Макар статуята да е отделена от стената, тримата войници гледат в нейното направление и са част от основната композиция. През 1984 г. скулптурата става част от мемориала, за да добави друг, традиционен архитектурен елемент. Автор е Фредерик Харт (Frederick Hart), който се класира трети в първоначалния конкурс.

## Мемориал на жените-ветерани
Мемориалът на жените ветерани от войната във Виетнам е посветен на жените американки, служили във войната, повечето от тях в качеството си на медицински сестри. Той служи като напомняне за важната роля на жените в този военен конфликт. Представлява бронзова статуя с три жени в унифроми с ранен войник. Той е третата неразделна част от Мемориала на ветераните от Виетнам и се намира на близко разстояние от Стената. Дизайнът е на Глена Гудакър и е открит на 11 ноември 1993 година.